# Parque marino Bremer
El parque marino Bremer es un parque marino adyacente a la bahía Bremer, en la costa sur de Australia Occidental. Tiene una superficie de 4472 km²   y alcanza profundidades de 5900 metros. Fue declarado parque nacional en virtud del Plan de Gestión de Parques Marinos del Suroeste (2018) del Gobierno australiano, por lo que protege numerosas especies de flora y fauna. Esta biodiversidad marina (y la presencia de orcas) es el principal factor que contribuye a la popularidad de la zona, donde el ecoturismo, el avistamiento de ballenas y otras actividades turísticas relacionadas con la naturaleza aportan diversos beneficios socioeconómicos y consolidan aún más la importancia del parque marino.
Sin embargo, el Parque Marino Bremer no está menos amenazado por los mismos problemas que afectan a los ecosistemas marinos en cualquier otro lugar: la pesca ilegal, los vertidos y la perturbación humana de especies sensibles de cetáceos y otros animales, lo que puede alterar su comportamiento natural (incluida la reproducción). Por estas razones, se han establecido sistemas y legislaciones para proteger aún más el parque marino, sus ecosistemas y su biodiversidad, y para seguir permitiendo la investigación científica, así como la sensibilización y educación del público.

## Vida marina

### Medio ambiente, flora y fauna
El medio ambiente, el clima y la ubicación son fundamentales para las actividades, los comportamientos, la supervivencia y las interacciones de la flora y la fauna del parque Marino Bremer Bay, y determinan si las especies son residentes, migratorias o de otro tipo.
La construcción geomorfológica del Cañón Bremer influye en las corrientes y los movimientos del agua, así como en el afloramiento de nutrientes. La bahía Bremer contiene varias corrientes diferentes que interactúan y que son vitales para el bienestar de las especies que habitan el parque marino. Por ejemplo, la corriente de Leeuwin transporta aguas tropicales más cálidas a través de la costa suroeste del continente, aumentando así la temperatura del agua en Bremer. Las corrientes también conducen al movimiento y transporte de vida marina tropical desde lugares más lejanos; por ejemplo, la corriente de Leeuwin es importante para los movimientos del atún rojo del sur, el salmón de Australia Occidental y las ballenas jorobadas migratorias, así como para muchas especies de coral que, en sus primeras etapas de vida, flotan en la columna de agua hasta encontrar un lugar apropiado para adherirse y vivir. 
En combinación con otras corrientes marinas y la geomorfología del parque marino, se forman remolinos, corrientes circulares que contribuyen al afloramiento. Este fenómeno consiste en el ascenso del agua de las profundidades, que arrastra sedimentos y nutrientes del fondo marino y se mezcla con las aguas superficiales. En la región de la bahía Bremer, este aumento de nutrientes estimula el crecimiento de las algas y, por ende, beneficia a las poblaciones de plancton y krill (especialmente a través de la clorofila), lo que atrae a todas las especies de mayor tamaño a la zona. Estas corrientes y afloramientos son los responsables de la elevada productividad biológica de las aguas superficiales de la bahía Bremer.
Esta biodiversidad es evidente en la variedad de especies que se encuentran en el parque marino. Están presentes numerosos tipos de invertebrados y artrópodos marinos, incluidos al menos 20 especies de cefalópodos, 110 equinodermos, alrededor de 200 crustáceos marinos (como langostas y cangrejos ) y más de 100 especies de cnidarios. Se han documentado al menos 40 tipos de esponjas. Estos invertebrados atraen inevitablemente a más de 400 especies de peces óseos, como el mero azul, el arenque y el jurel, además de los ya mencionados atún y salmón. Se han documentado al menos 40 especies de elasmobranquios en estas aguas, como el  ballenero bronce, el gran tiburón blanco, el tiburón tigre de arena, el tiburón martillo común, el tiburón oscuro, el tiburón lápiz, el tiburón tigre, el tiburón de puntas negras común, el tiburón limón, el tiburón girador, el tiburón de boca ancha, el tiburón gomoso y el tiburón azul, el tiburón guitarra de boca de arco y el tiburón guitarra de manchas blancas, numerosas rayas, así como tiburones alfombra como el zapatero, el tiburón wobbegong occidental, el tiburón moteado enano, el tiburón de bandas florales, el tiburón del golfo y el tiburón wobbegong moteado .
Las aves marinas son abundantes, con al menos 60 tipos de aves zancudas o costeras habitando el área, así como varias especies de pardelas, petreles, cormoranes y albatros . Además, en algunas zonas se pueden observar pingüinos pequeños, así como pingüinos de Fiordland y pingüinos de penacho amarillo del sur. También se pueden observar reptiles marinos, como tortugas marinas, en particular las especies verde, carey y boba, así como las ocasionalmente avistadas serpientes marinas elegantes y de vientre amarillo.
Los mamíferos marinos se sienten atraídos por los abundantes recursos de estas aguas, incluidos los pinnípedos como el león marino australiano, los lobos marinos de nariz larga y de pelo marrón y el elefante marino del sur ; se ven con menos frecuencia, aunque ocasionalmente, focas leopardo, probablemente individuos  vagabundos antárticos procedentes de más al sur. Los cetáceos son un avistamiento relativamente común, y entre los más grandes se incluyen la ballena franca austral, el cachalote, la ballena dentada, la ballena azul y la ballena minke común, así como grupos de ballenas piloto de aleta larga, delfines del Indopacífico y delfines mulares comunes, delfines listados y comunes, además de las ballenas jorobadas y las orcas antes mencionadas. Otros cetáceos incluyen el cachalote pigmeo y el delfín de Risso.

### Redes alimentarias
La interrelación entre organismos fue investigada por la Universidad de Australia Occidental y el gobierno australiano. Las características definitorias de la red alimentaria de los ecosistemas incluyen el depredador máximo, que es la orca, las especies clave, el calamar y el krill, y el principal productor primario, el fitoplancton.
| Papel principal en la red alimentaria |               |               |
| ------------------------------------- | ------------- | ------------- |
| Depredador máximo                     | Tiburón azul: | Tiburón azul: |
| Especies clave                        | Calamar:      | Krill:        |
| Productor primario                    | Fitoplancton: | Fitoplancton: |

## Amenazas a la biodiversidad

### El cambio climático y el calentamiento global

El calentamiento global desde 1850 confirmado por diversas fuentes. En este gráfico, el valor "0" es la temperatura media global de 1850 a 1900, que se considera el nivel de temperatura media global "preindustrial".

Los científicos predicen que el calentamiento global disminuirá la abundancia de fitoplancton (una especie clave en la red alimentaria del parque marino Bremer) en los océanos. 

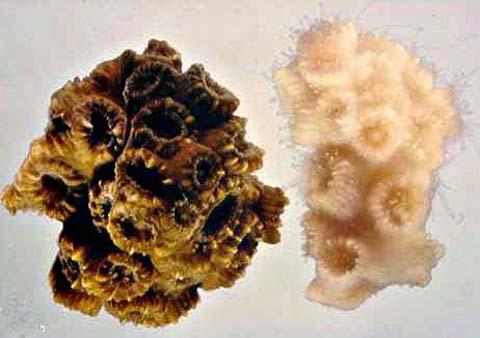
Coral sano visto a la izquierda. A la derecha se ve un coral blanqueado y poco saludable.

El cambio climático y el calentamiento global también tienen la capacidad de alterar los corales que se encuentran más comúnmente en la bahía  Bremer, lo que perturbará aún más las cadenas y redes alimentarias. Esto se debe a que el aumento de las temperaturas provoca que las algas zooxantelas abandonen los corales. Esto hace que los corales tengan un suministro nutricional inadecuado, lo que además causa  su blanqueamiento y muerte. 

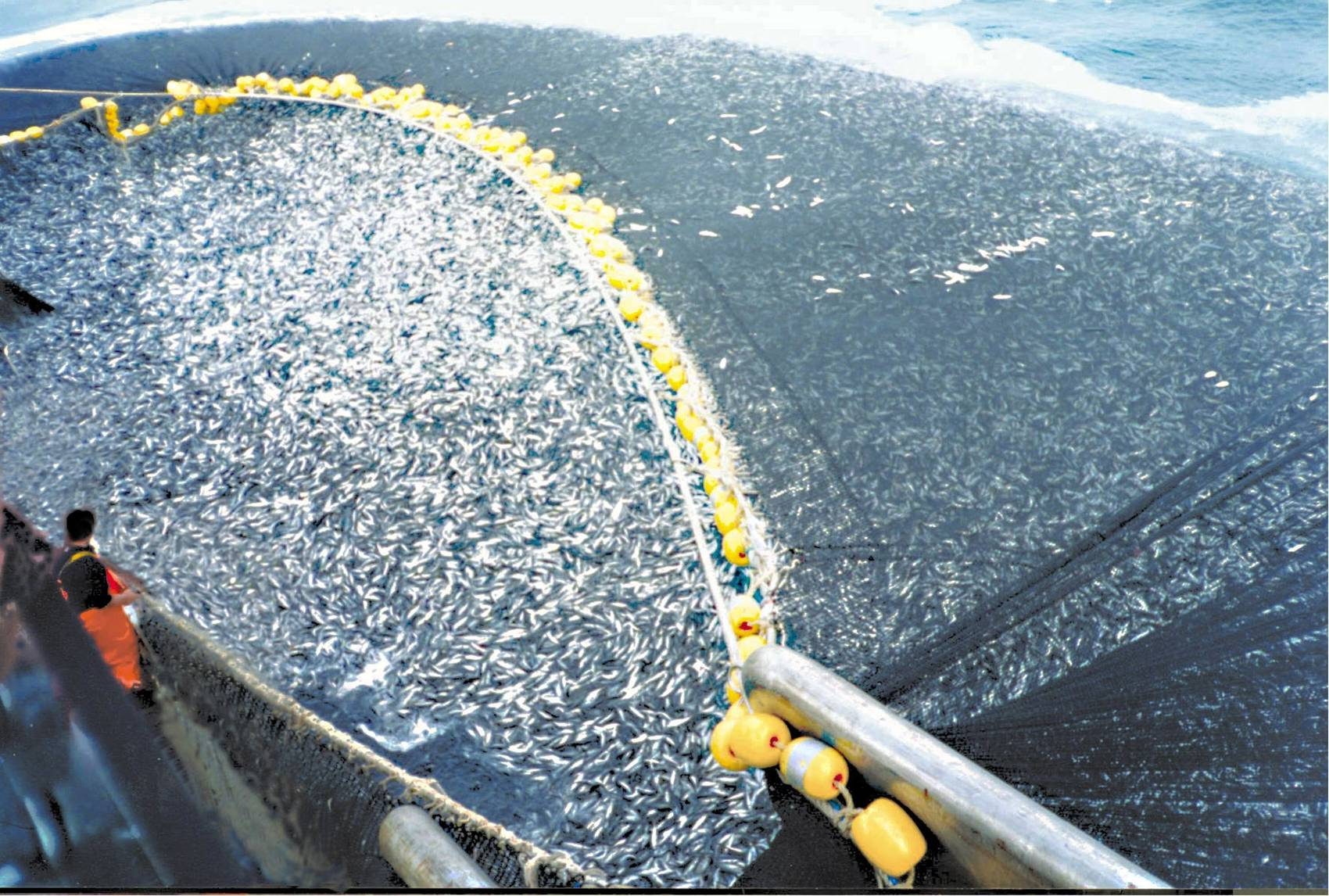
Un ejemplo de sobrepesca que debe mantenerse bien controlado en el pParque marino Bremer.

### Pesca
La pesca es una amenaza para la biodiversidad en las zonas marinas y se aborda como tal en Bremer durante un estudio del Programa Nacional de Ciencias Ambientales. Esto se debe a que la pesca perturbará tanto las redes como las cadenas alimentarias. Esto es muy significativo cuando se eliminan del ecosistema especies clave (calamar y krill) o depredadores máximos (orcas). La sobrepesca también constituye una gran amenaza para los ecosistemas marinos, ya que puede eliminar poblaciones y contaminar significativamente los océanos mediante fugas de petróleo y combustible.

## Gestión

### Plan de gestión
El plan de gestión de la Red de Parques Marinos del Suroeste de Australia tiene como objetivo preservar el ecosistema del Parque Marino Bremer y mantener su biodiversidad de acuerdo con los valores culturales, patrimoniales, socioeconómicos y naturales. El Parque Marino de la bahía Bremer está catalogado como parque nacional de categoría II de la UICN y fue proclamado en virtud de la Ley EPBC. La UICN protege dos áreas en el parque marino: el parque nacional y la zona de propósito especial. Tanto la Ley de la UICN como la Ley EPBC contribuyen a la protección del medio ambiente y la biodiversidad en el parque marino Bremer.

#### Valores naturales
La bahía Bremer presenta dos características ecológicas clave: el «grupo del cañón de Albany y el borde de la plataforma continental adyacente» y la «antigua línea costera a una profundidad de entre 90 y 120 metros».
El grupo del cañón de Albany y el borde de la plataforma continental adyacente incluyen el cañón Bremer, que alberga numerosas especies de vida marina. Esto se debe probablemente a los fenómenos de afloramiento que se producen en él. El afloramiento en el cañón se evidencia por los niveles más altos de clorofila que se encuentran en las aguas superficiales. Esto podría indicar que los nutrientes han ascendido a la superficie. Las concentraciones más altas de clorofila suelen conducir a niveles más altos de productividad en los océanos. 
El Litoral Antiguo contiene terrazas y escalones debido a los cambios en el nivel del mar. Los escalones y terrazas más frecuentes pueden formar grandes escarpes que pueden inducir pequeños eventos de surgencia, que como se mencionó anteriormente causan una mayor abundancia de vida marina.
El parque marino Bremer también contiene dos biorregiones importantes que forman parte de la Provincia Meridional y de la Provincia de la Plataforma Suroccidental. La Provincia de la Plataforma Suroccidental es una zona muy afectada por la corriente de Leeuwin, por lo que es muy diversa en cuanto a organismos, tal y como se menciona en la sección sobre medio ambiente, flora y fauna. La Provincia Meridional está poblada por numerosos cañones submarinos profundos que alcanzan los 5900 m de profundidad.
Las especies y los hábitats también son muy importantes para la bahía Bremer y se mencionan anteriormente en la sección Medio ambiente, flora y fauna.

#### Valores patrimoniales
Los valores patrimoniales para los individuos y las comunidades se encuentran en las actividades socioeconómicas y comunitarias. Por ejemplo, actividades como la pesca y la observación de ballenas y tiburones contribuyen al valor del patrimonio. Sin embargo, el parque marino Bremer no tiene ninguna inscripción oficial como patrimonio.

#### Valores sociales y económicos
Las actividades económicas más importantes son el turismo, la pesca comercial y la minería. En cuanto a las actividades sociales, el turismo ofrece buceo con esnórquel, pesca, avistamiento de ballenas y otras actividades de observación de fauna silvestre. 

#### Valores culturales
La comunidad indígena ha utilizado de manera sustentable la tierra y el mar de Australia Occidental durante entre 40.000 y 100.000 años. En el parque marino Bremer, el pueblo Noongar es responsable del «País del Mar», que incluye todos los aspectos de la zona y, según lo describe el Gobierno, abarca «todos los seres vivos, creencias, valores, creación, espíritus y obligaciones culturales relacionados con esa zona». El «País del Mar» es valioso para la zona y todas las personas deben respetarlo. Muchas especies marinas son también «tótems» para los pueblos indígenas, por lo que son valiosas y requieren protección.
Por lo tanto, los valores culturales están supervisados por el pueblo Noongar y el Consejo de Tierras y Mares Aborígenes del Suroeste.

## Turismo
El turismo en el parque se centra principalmente en excursiones en barco para avistar ballenas y en el fácil acceso a los barcos a través de la bahía. Los turistas se sienten atraídos por este parque marino por su abundante vida marina y sus estructuras geológicas. El parque es un destino ideal para los turistas gracias a su reputación de albergar una gran cantidad de orcas. La región del Cañón de Bremer alberga casi 200 orcas, lo que la convierte en el principal punto de reunión de orcas del hemisferio sur. El proceso de blanqueamiento de los corales se produce cuando las zooxantelas, que son algas, dejan de vivir en ellos.

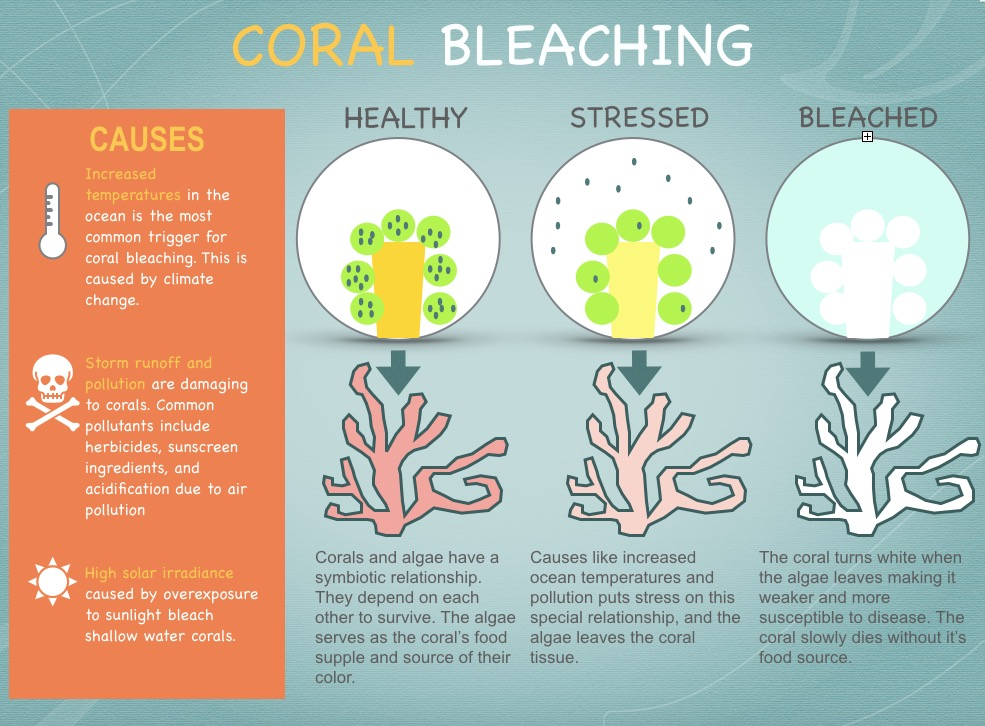
El proceso de blanqueamiento de los corales se produce cuando las zooxantelas, que son algas, dejan de vivir en ellos.

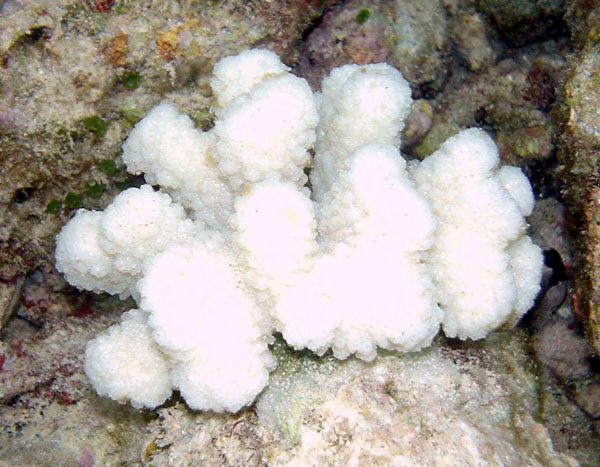
Ejemplo de coral blanqueado como lo indica el color blanco.

El turismo en el parque marino  Bremer puede ser positivo para concienciar al público sobre la importancia de la vida marina, especialmente durante las expediciones. Muchos de los barcos turísticos cuentan con guías especializados en la materia o apasionados de la vida silvestre que educan a los turistas sobre los animales, la importancia de la biodiversidad, el blanqueamiento de los corales y el cambio climático.
Sin embargo, el turismo también puede suponer una amenaza para la biodiversidad debido al ruido submarino que generan las embarcaciones y a las fugas de combustible. Las personas también pueden dejar residuos, como plásticos, o contaminar el océano con cremas de protección solar, lo que puede alterar su acidez. Estos cambios pueden resultar perjudiciales para la fauna, especialmente para los corales. Si el agua del océano se vuelve demasiado ácida, las células de zooxantelas abandonarán los corales. Estas células son responsables de la supervivencia de los corales, ya que utilizan la fotosíntesis para producirles alimento. Por lo tanto, cuando las zooxantelas abandonan los corales, estos se blanquean y mueren. 

## Exploración
Los científicos marinos han estado realizando investigaciones sobre la megafauna en el parque marino Bremer durante más de una década.   Sin embargo, en general, el área es un área de exploración relativamente nueva para los científicos, aunque su abundancia de vida marina y biodiversidad está siendo cada vez más reconocida.

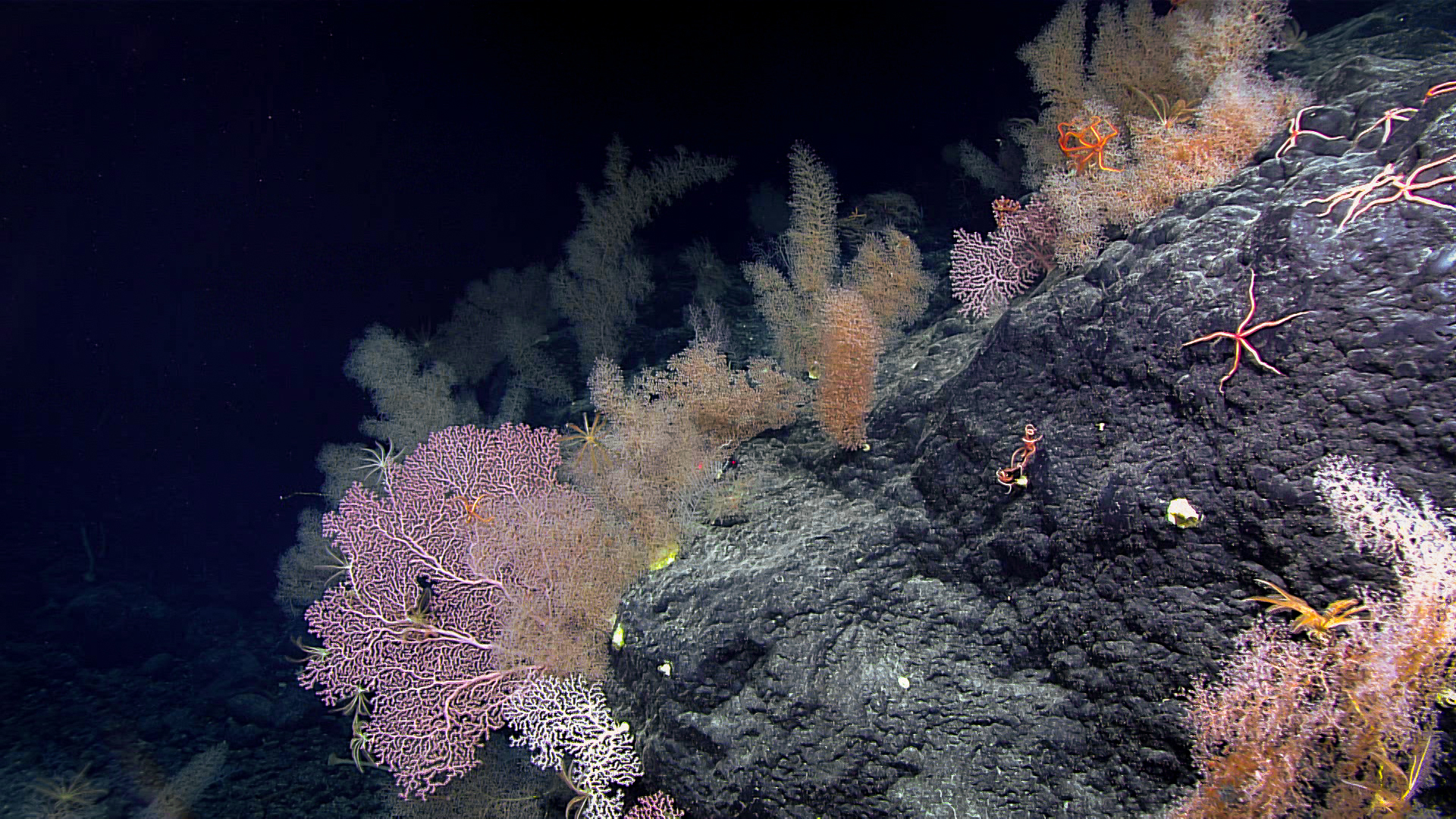
Ejemplo de jardín de coral de aguas profundas

Entre octubre de 2016 y abril de 2017, numerosos investigadores observaron las interacciones de diversas especies con el entorno biótico y abiótico. En concreto, intentaron construir una red trófica que mostrara las principales interacciones entre las especies y su entorno abiótico y biótico. Los científicos que participaron en esta investigación llegaron a la conclusión de que tanto los procesos oceánicos como la actividad humana afectaban a las redes tróficas, como se ha mencionado anteriormente en los apartados «Vida marina», «Amenazas para la biodiversidad» y «Turismo» de este artículo. Entre 2016 y 2020, los científicos continuaron recopilando datos sobre las poblaciones de orcas, peces pelágicos y factores abióticos (como el oxígeno, la clorofila a y la temperatura) en la zona del parque marino  Bremer.
En febrero de 2021, la Universidad de Australia Occidental publicó sus hallazgos sobre la exploración de las profundidades marinas del cañón Bremer realizada por el Instituto Oceanográfico Schmidt RV Falkor ; los científicos descubrieron importantes jardines de coral en aguas profundas.  Estas colonias de coral de aguas profundas obtienen su sustento utilizando corrientes de partículas de alimento, como la corriente de Leeuwin. Estas corrientes también permiten temperaturas del agua y oxigenación más adecuadas, vitales para el crecimiento de los corales.